# Lennart Thy
Lennart Thy (ur. 25 lutego 1992 we Frechen) – niemiecki piłkarz występujący na pozycji napastnika w holenderskiej ekipie Sparta Rotterdam. W swojej karierze grał także w FC St. Pauli i VVV Venlo. Były młodzieżowy reprezentant Niemiec. W 2018 roku Niemiec otrzymał nagrodę FIFA Fair Play Award. Zawodnik przegapił mecz z PSV Eindhoven, by móc oddać komórki macierzyste osobom chorym na białaczkę.

## Statystyki kariery
(aktualne na dzień 18 grudnia 2020)
| Klub               | Sezon              | Liga               | Liga  | Liga   | Puchar krajowy | Puchar krajowy | Europa | Europa | Suma  | Suma   |
| Klub               | Sezon              | Liga               | Mecze | Bramki | Mecze          | Bramki         | Mecze  | Bramki | Mecze | Bramki |
| ------------------ | ------------------ | ------------------ | ----- | ------ | -------------- | -------------- | ------ | ------ | ----- | ------ |
| Werder Brema       | 2010/11            | Bundesliga         | 2     | 0      | 0              | 0              | 1      | 0      | 3     | 0      |
| Werder Brema       | 2011/12            | Bundesliga         | 3     | 0      | 1              | 0              | –      | –      | 4     | 0      |
| FC St. Pauli       | 2012/13            | 2. Bundesliga      | 18    | 1      | 1              | 0              | –      | –      | 19    | 1      |
| FC St. Pauli       | 2013/14            | 2. Bundesliga      | 27    | 4      | 1              | 0              | –      | –      | 28    | 4      |
| FC St. Pauli       | 2014/15            | 2. Bundesliga      | 32    | 5      | 2              | 0              | –      | –      | 34    | 5      |
| FC St. Pauli       | 2015/16            | 2. Bundesliga      | 30    | 8      | 1              | 0              | –      | –      | 31    | 8      |
| Werder Brema       | 2016/17            | Bundesliga         | 6     | 1      | 1              | 0              | –      | –      | 7     | 1      |
| FC St. Pauli       | 2016/17            | 2. Bundesliga      | 15    | 2      | 0              | 0              | –      | –      | 15    | 2      |
| VVV Venlo          | 2017/18            | Eredivisie         | 32    | 7      | 2              | 1              | –      | –      | 34    | 8      |
| BB Erzurumspor     | 2018/19            | Super Lig          | 12    | 1      | 2              | 0              | –      | –      | 14    | 1      |
| PEC Zwolle         | 2018/19            | Eredivisie         | 17    | 9      | 0              | 0              | –      | –      | 17    | 9      |
| PEC Zwolle         | 2019/20            | Eredivisie         | 24    | 6      | 2              | 2              | –      | –      | 26    | 8      |
| Sparta Rotterdam   | 2020/21            | Eredivisie         | 12    | 7      | 1              | 0              | –      | –      | 13    | 7      |
| Ogólnie w karierze | Ogólnie w karierze | Ogólnie w karierze | 230   | 51     | 14             | 0              | 1      | 0      | 245   | 54     |